# Hermann von Balk

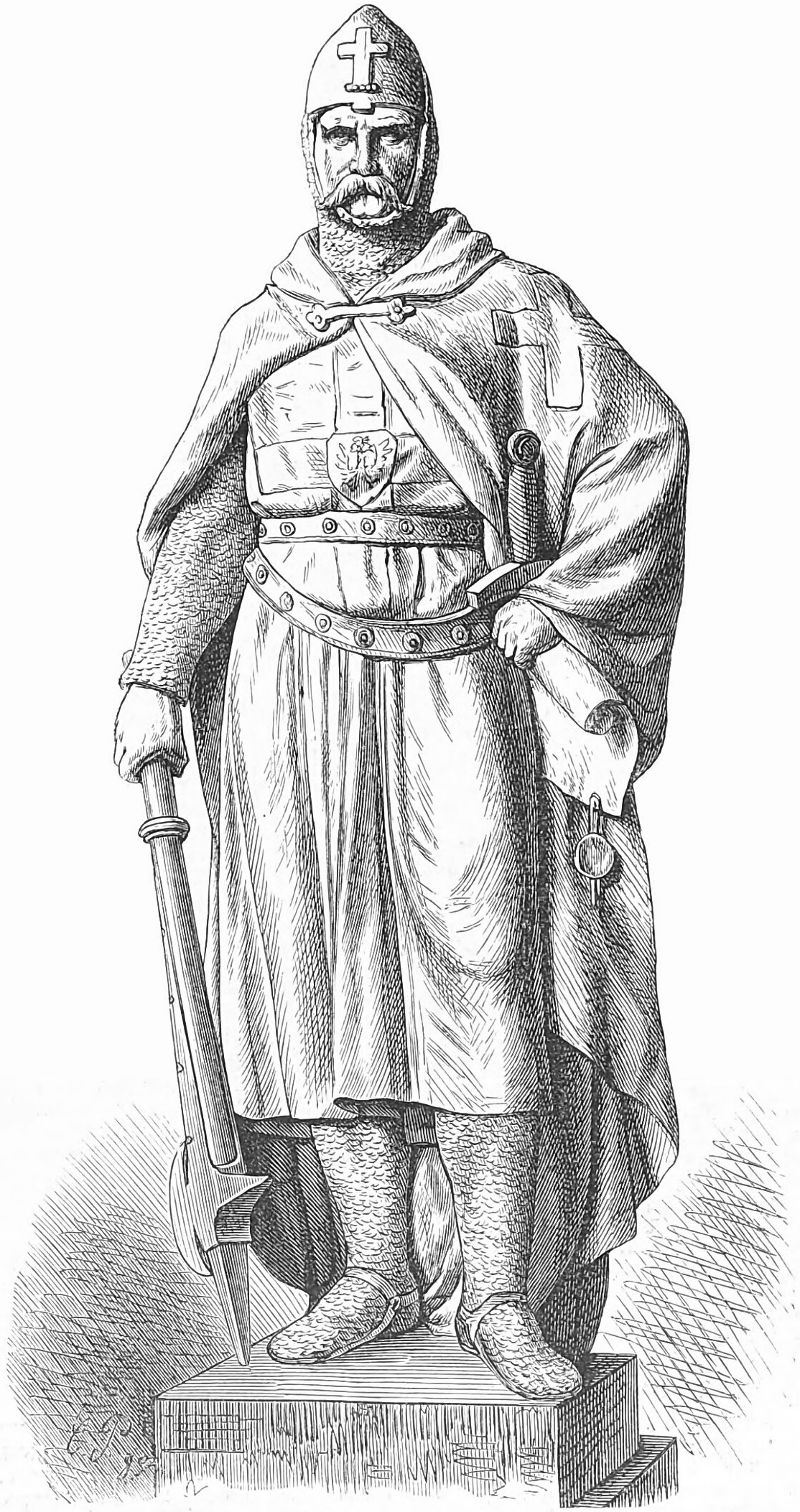
Hermann Balk, Hoch- und Landmeister des Deutschen Ritterordens. Statue am Westportal der Weichselbrücke bei Thorn, modelliert von Otto Geyer.

Hermann von Balk († 5. März 1239 in Würzburg; auch Hermann Balko, Hermann Balco, Hermann Balk) war ein Ordensritter und erster Landmeister des Deutschen Ordens in Preußen. Von 1219 bis 1230 war er Deutschmeister des Ordens und von 1230 bis zu seinem Tode 1239 Landmeister von Preußen. Dazu übte Balk in den Jahren 1237 und 1238 das Amt des Landmeisters in Livland aus.

## Biografie

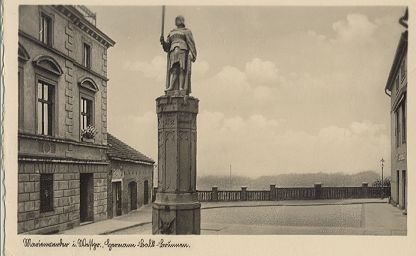
Hermann-Balk-Brunnen zu Marienwerder. Balk wird hier in einer historisch unrichtigen spätmittelalterlichen Rüstung dargestellt.

Hermann-Balk-Brunnen zu Elbing. Balk wird hier in Ritterrüstung auf einem Fischtripod mit Faune dargestellt.

Im Jahre 1226 belieh Kaiser Friedrich II. durch die Goldene Bulle von Rimini den Deutschen Orden mit künftig zu erwerbenden Gebieten nördlich der Weichsel als Reichslehen. In seiner Eigenschaft als Landmeister eroberte Balk seit 1230 in zehnjährigen Kämpfen gegen die Prußen Pomesanien und das nördliche Ermland. Auch die grundsätzliche Einigung des Deutschen Ordens mit dem im Kulmer Land eigene Interessen vertretenden Herzog Konrad von Masowien im Vertrag von Kruschwitz 1230 geht mit hoher Wahrscheinlichkeit auf eine Initiative Balks zurück.
Nach der vernichtenden Niederlage des livländischen Schwertbrüderordens gegen die Litauer in der Schlacht von Schaulen (1236) und der Eingliederung der Schwertbrüder als Livländischer Orden in den Deutschen Orden übernahm Hermann von Balk auch die Verwaltung der dadurch neu erworbenen Gebiete Livland und Kurland. Hermann von Balk erwies sich stets als fähiger Vollstrecker der weitgesteckten Pläne seines Hochmeisters Hermann von Salza, der die juristischen Voraussetzungen der Vereinigung des Deutschen Ordens mit dem Schwertbrüderorden anhand der Viterber Union mit Papst Gregor IX. im italienischen Viterbo ausgehandelt hatte.

### Leistungen
Balk begründete die Burgen Marienwerder, Kulm, Elbing und Thorn, aus denen sehr bald die gleichnamigen Städte hervorgingen. Dies ist durch den einsetzenden Zustrom deutscher Siedler zu erklären. Balk förderte die Ansiedlung zum Beispiel durch die Verkündigung des Kulmer Rechts, einer auf dem Magdeburger Stadtrecht basierenden Rechtsform. Die kulmische Handfeste vom 28. Dezember 1233, von Hermann von Balk gemeinsam mit dem Hochmeister Hermann von Salza entworfen, wurde die Grundlage für die Rechtsgestaltung fast aller preußischen Städte. Mit dieser Rechtsgrundlage wurden zunächst die beiden Städte Kulm und Thorn ausgestattet.
Die weitsichtige Politik des ersten Landmeisters hatte hervorragenden Anteil an der Christianisierung Preußens. Balk ging planvoll vor, wobei er größten Wert darauf legte, die führende Schicht der Prußen für den Orden zu gewinnen. Andererseits wurde jeglicher Widerstand erbarmungslos bekämpft. Die Expansion des Deutschen Ordens erfolgte entlang den Hauptverkehrswegen des 13. Jahrhunderts; demnach gingen die Kreuzfahrer auf den schiffbaren Flussläufen nach Norden vor. Auf Eroberung folgte Besiedlung. Aus dem Jahr 1236 datiert die älteste erhaltene Belehnungsurkunde eines Herren Dietrich von Depenau im Ort Tiefenau in der Gegend von Marienwerder.
Ernstliche Differenzen, unter anderem mit Dänemark, das weiterhin territoriale Ansprüche namentlich in Estland stellte, und dem Bischof von Riga bezüglich ungeklärter Rechtslage betreffs Ausübung der Landesherrschaft und der Widerstand der Schwertbrüder bewirkten, dass Balk „aus dem Lande fahren musste“. Spätere Quellen besagen zudem, er sei schwer erkrankt gewesen. Er starb am 5. März 1239 in Würzburg.

### Nachwirkung
Die Erinnerung an Hermann von Balks tragende Rolle bei Eroberung des Kulmerlandes und als eigentlicher Begründer des Ordensstaates war vor allem in Westpreußen bis zur Angliederung dieses Gebietes an Polen 1919 sehr lebendig. Das belegen zahlreiche Denkmäler sowie insbesondere kunstvoll gestaltete Brunnen in westpreußischen Städten, die bevorzugt den Namen dieses ersten Landmeisters trugen.
Im Wintersemester 1937/38 wurde an der Albertus-Universität Königsberg aus dem vormaligen VDSt Königsberg eine zu Ehren des Landmeisters benannte Kameradschaft Hermann Balk im NS-Studentenbund aufgestellt, die bis zum Wintersemester 1944/45 bestand.